# Système Albert

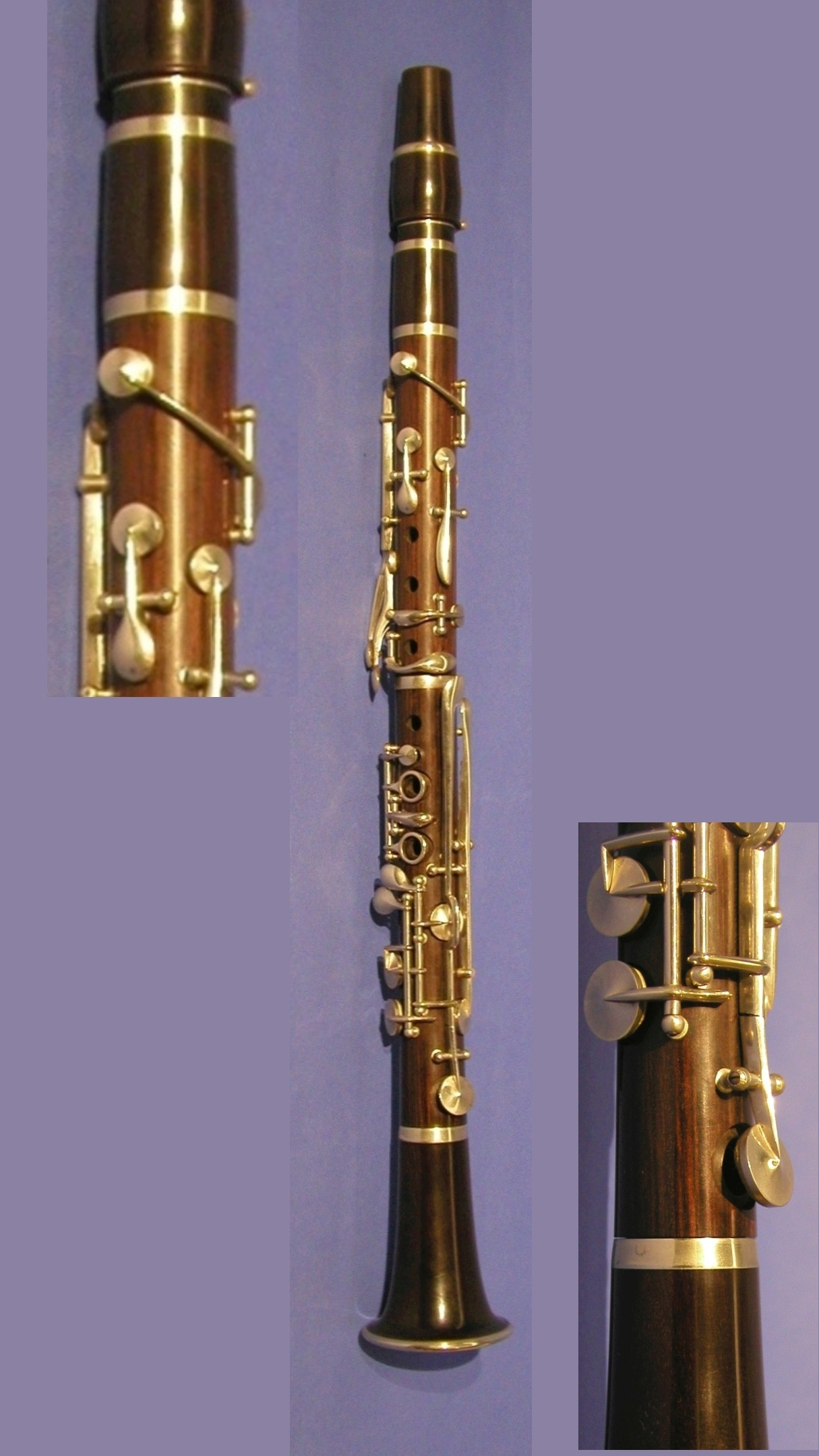
Clarinette Albert en Ut (ca 1900), à gauche: détail clé de registre enroulée, à droite: détail de clé articulée mi grave

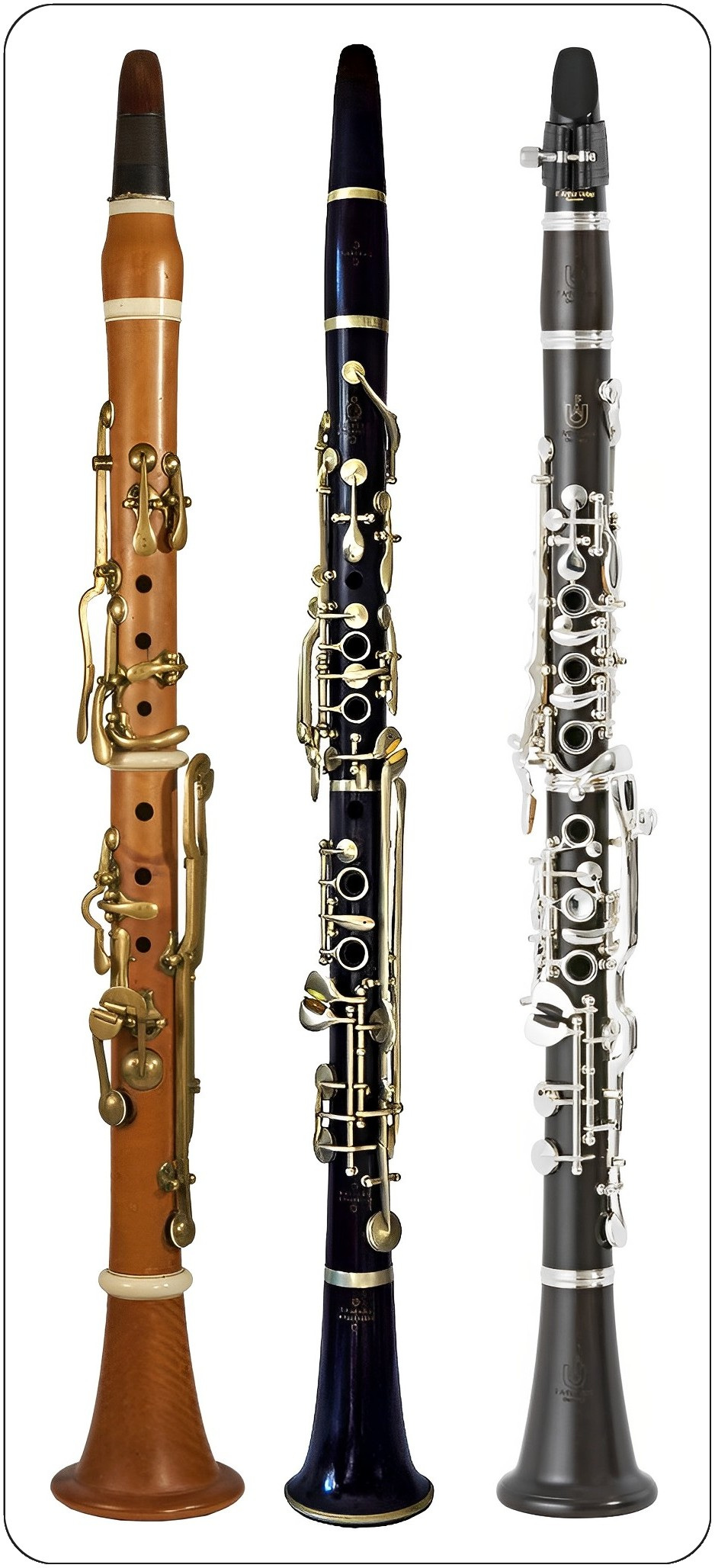
Comparaison des clarinettes d'après Iwan Müller, Eugène Albert et Oscar Oehler

Le système de clefs de clarinette que le facteur d'instrument bruxellois Eugène Albert a conçu est encore connu, en particulier aux États-Unis, en tant qu'«  Albert system  » (système Albert , ou encore  simple system  en Angleterre) bien que ce système soit essentiellement le même que celui d'Iwan Müller, système à treize clefs, avec quelques ajouts d'améliorations inspirées de son maître, Adolphe Sax; Sax étant le premier à utiliser les clés en anneaux sur la clarinette.

## Histoire et Description
En 1840, Eugène Albert effectue une amélioration sur la clarinette à 13 clés d'Iwan Müller, en ajoutant deux anneaux ouverts mobiles, ou brille (cercles de lunettes en allemand), sur le corps de la main droite, et en supprimant la clé du si / fa  (rappelons qu'à la même période Adolphe Sax a créé une clarinette avec 24 clés en 1835). Il en résulte la clarinette dite «système Albert» à 12 (voire 13) clés / 2 anneaux.
Une des caractéristiques notables des clarinettes d'Albert pour le marché anglais réside dans la longue clé de registre enroulée autour de l'instrument débouchant le trou de douzième situé sur le haut du corps permettant d'éviter son bouchage par la condensation : invention du facteur Jacques François Simiot à Lyon au début du XIXe siècle. 
Le système Albert améliore le système Muller au niveau des notes du médium sol# - la - si et des clefs de cadences.
La même année, Albert, s'inspirant des modifications de Müller et des anneaux d'Adolphe Sax, crée un nouveau système de jeu de clés, en ajoutant deux anneaux au corps supérieur, donnant la clarinette à 13 clés / 4 anneaux. À l'époque, ses instruments sont réputés pour avoir des «meilleur timbre et intonation que les modèles du temps de Boehm». 
Vers 1850, il dote ses clarinettes du mécanisme breveté du do articulé. 
Eugène Albert a utilisé également une chambre de pavillon bombée pour améliorer la projection sonore. 
Néanmoins la clarinette en système Albert rencontre un problème général de justesse et la note do médium manque d'intensité. 
Les instruments d'Eugène Albert sont presque tous fabriqués pour un diapason très haut : la3 à 452 Hz (Albert High pitch ou HP), ce qui signifie qu'après la Première Guerre mondiale, peu de clarinettistes professionnels en ont joué. Son fils, E.J. Albert, élargit la gamme de ses clarinettes et les accorde sur le la3 à 440 Hz (Albert Low pitch ou LP) . Ainsi sa réputation a perduré bien après sa mort et ses instruments ont été joués jusqu'à la fin du XXe siècle.
Le système Albert a continué à évoluer au début du XXe siècle pour pallier les limites de doigtés et leur manque de flexibilité et également s'adapter à la concurrence du système Boehm: ajout de 2 anneaux  à la main gauche dit Barret action,, système "Improved Albert" par Henri Selmer Paris (années 1920-1930; six anneaux,  clé de sol# articulé, clé alternée ré#/sol#),,  système Full-Albert (analogue au Full-Boehm)...

Clarinette système Albert amélioré (catalogue Selmer de 1910, modèle 43B), 20 clés, 4 anneaux
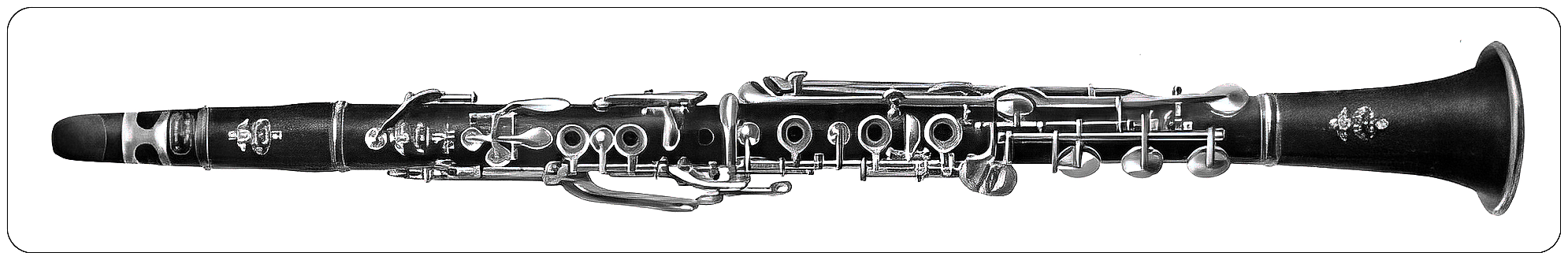

Le système Albert présente des défauts qui ont conduit à son remplacement progressif au XXe siècle par le système Boehm:
- il est difficile à jouer : l'écartement des doigts est assez important, en particulier pour la main droite, et il manque de doigtés alternatifs;
- il n'est pas standardisé[5] : les fabricants devaient adapter leur clarinette selon les habitudes de doigtés et clétages propres à chaque pays (Angleterre, États-Unis, Belgique...); il est recensé désormais de nombreux modèles allant de 18 à 27 clés avec 2, 4, 5 ou 6 anneaux;
- autant le système Albert historique est simple à fabriquer, les versions améliorées sont difficiles à fabriquer et coûtent cher;
- les versions améliorées sont fragiles : la clarinette possède quelques longs leviers et de nombreuses vis de réglage.

Les principaux fabricants (Selmer, Buffet Crampon, Georges Leblanc Paris... ) ainsi que de nombreux facteurs indépendants comme ceux de La Couture-Boussey ont produit depuis la deuxième moitié du XIXe siècle des clarinettes Müller-Albert jusqu'à la fin des années 1940. Ces derniers vendaient leurs instruments à des marchands qui ajoutaient leur nom propre en haut de l'instrument. Le prix de revient limité de ce modèle permet aux musiciens amateurs de s'équiper à moindre frais. Le bois de palissandre a souvent été employé pour la fabrication plutôt que celui d'ébène. 
On peut également retrouver des rouleaux au niveau des clés des auriculaires pour faciliter leur glissement comme sur les saxophones et les clarinettes en système allemand. 
Proche du système de Müller, ses doigtés sont proches de ceux du système Oehler (plus récent et moderne disposant d'une perce particulière) utilisé par la plupart des clarinettistes allemands et autrichiens.
Une tablature des doigtés des clarinettes en système Albert/Oehler est donnée à titre d'exemple dans cette référence.

## Le système Albert auXXesiècleet auXXIesiècle
Le système Albert reste principalement utilisé par les clarinettistes qui interprètent de la musique folklorique biélorusse, russe, ukrainienne et turque, ainsi que dans les styles Klezmer et Dixieland. Souvent, ces musiciens préfèrent le système Albert en raison d'une réputation de facilité à produire des notes en glissando grâce à l'absence d'anneaux et de plateaux sous leurs doigts bien que ce soit le musicien (embouchure-bec-anche) qui maîtrise l'essentiel de la production du son et des effets, et non l'instrument.
Les sonneurs bretons ont souvent utilisé ce modèle de clarinette à cause de son prix de revient bas. 
De nombreux exemplaires de  clarinette Albert ont également été employés par les amateurs par le moyen de la mise au rebut des instruments militaires, notamment dans les harmonies à une époque où cette pratique musicale était populaire dans les villes et villages.

## Le son de la clarinetteJazz Nouvelle-Orléans
Le son plaintif semblable à « un gémissement » des clarinettes de Jazz Nouvelle-Orléans enregistré dans les années 1910-1920 est typique des clarinettes système Albert utilisées par Jimmie Noone, Barney Bigard, Albert Nicholas et George Lewis,. Ce son "traditionnel" a été progressivement abandonné à partir des années 1940 à la suite de la généralisation des clarinettes système Boehm.
De nos jours, le clarinettiste Evan Christopher perpétue le jeu de la clarinette Albert dans le style traditionnel New Orleans.
Les clarinettes système Albert utilisées à cette époque sont reconnues pour avoir une large perce prisée par les jazzmen; ce qui participe également à cette sonorité particulière.